# Ernst Zahn
Pour les articles homonymes, voir Zahn.
Ernst Zahn, né le 24 janvier 1867 à Zurich et mort le 12 février 1952 à Meggen, est un écrivain suisse de langue allemande. 

## Œuvres
- Herzens-Kämpfe, narration, 1893
- Erni Behaim, historical roman, Stuttgart 1898
- Albin Indergand, roman, Frauenfeld 1901
- Schattenhalb, three narrations, 1904
- Die Clari-Marie, roman, Frauenfeld 1905
- Verena Stadler, narration, Frauenfeld 1906
- Lukas Hochstrassers Haus, roman, Frauenfeld 1907
- Einsamkeit, 1910
- Die Frauen von Tannò, roman, Frauenfeld 1911
- Die Liebe des Severin Imboden, roman, Frauenfeld 1916
- Einmal muss wieder Friede werden, narrations, Stuttgart 1916
- Nacht, narration, Frauenfeld 1917
- Der Lästerer, narration, Frauenfeld, 1917
- Blancheflur, narration, Berlin 1923
- Frau Sixta. Ein Roman aus den Bergen, Düsseldorf 1926
- Die tausendjährige Strasse, roman, 1939